# Kasan Aktai
Der Kasan Aktai (russisch Актай) ist ein dreisitziger russischer Hubschrauber des Herstellers Kasanski wertoljotni sawod. Die einmotorige Maschine hat einen Dreiblatthauptrotor, Zweiblattheckrotor und ein Kufenlandegestell. Angetrieben wird die Maschine von einem Kolbenmotor. Er sollte ab 2009 für rund 300.000 US-$ angeboten werden.
Der Hauptrotor besteht aus Verbundmaterial und kommt ohne Gelenke aus.

## Technische Daten
| Kenngröße                        | Daten            | Daten                  |
| -------------------------------- | ---------------- | ---------------------- |
| Rumpflänge                       | 8,35 m           | 8,35 m                 |
| Rotordurchmesser                 | 10,00 m          | 10,00 m                |
| Höhe                             | 2,69 m           | 2,69 m                 |
| Zuladung                         | 300 kg           | 300 kg                 |
| max. Startmasse                  | 1150 kg          | 1150 kg                |
| Triebwerk                        | 1 × WAS-4265 mit | 198 kW Maximalleistung |
| Triebwerk                        | 1 × WAS-4265 mit | 129 kW Dauerleistung   |
| Höchstgeschwindigkeit            | 190 km/h         | 190 km/h               |
| Reisegeschwindigkeit             | 155 km/h         | 155 km/h               |
| Reichweite                       | 400 km           | 400 km                 |
| Reichweite max.                  | 1060 km          | 1060 km                |
| Steiggeschwindigkeit             | 6,9 m/s          | 6,9 m/s                |
| Dienstgipfelhöhe                 | 4700 m           | 4700 m                 |
| Schwebeflughöhe ohne Bodeneffekt | 1300 m           | 1300 m                 |